# Alberta
Alberta is een provincie van Canada. In het oosten wordt de provincie begrensd door Saskatchewan en in het westen door Brits-Columbia, in het noorden door de Northwest Territories en in het zuiden door de Amerikaanse staat Montana. De hoofdstad is Edmonton terwijl Calgary de grootste stad is. Alberta werd vernoemd naar prinses Louise Caroline Alberta, naar wie ook de in de provincie gelegen plaats Lake Louise en het Louisemeer zijn vernoemd.

## Geschiedenis
Alberta werd een Canadese provincie in 1905. Voordien was het gebied onderdeel van Rupert's Land en werd het mede beheerd door de Hudson's Bay Company. In 1731 stichtten de Fransen er de eerste nederzettingen en in 1882 werd het District of Alberta onderdeel van de Northwest Territories. De North West Mounted Police (later de Royal Canadian Mounted Police geheten) werd in 1873 in Alberta opgericht. De aanleg van de Canadian Pacific Railway bracht een instroom van migranten met zich mee die de bevolking snel deed stijgen.
Rond de jaren 20 van de 20e eeuw werd er voor het eerst olie gevonden in de provincie, maar het duurde tot een olievondst in 1947 vooraleer olie echt van belang werd voor de economie.

## Geografie
Alberta beslaat een oppervlakte van 661.190 km². De prairies domineren het landschap in het oosten en strekken zich uit naar Manitoba. In het westen van de provincie bevinden zich de Rocky Mountains, met onder meer de nationale parken Jasper en Banff.
Het Athabascameer, in het noordoosten van de provincie en deels in Saskatchewan gelegen, is het grootste meer. Andere belangrijke meren zijn het Clairemeer en het Lesser Slave Lake. De belangrijkste rivieren in de provincie zijn de Athabasca, de Bow en de noordelijke en zuidelijke tak van de Saskatchewan.
Het noorden van Alberta wordt bedekt door taiga. Langs de westgrens met British Columbia vindt men de Rocky Mountains terwijl meer naar het zuiden en oosten de provincie vooral bedekt is met prairies en het landschap vlakker is met enige heuvels. In het zuiden van de provincie vindt men de zogenaamde Badlands. In de streek rond Brooks en Drumheller bevindt zich tevens een van de rijkste fossielbedden ter wereld, waarin resten van tientallen verschillende soorten dinosauriërs zijn gevonden onder meer in het provinciaal dinosauruspark.

## Klimaat
Grote delen van Alberta, met name de prairies, kennen een extreem klimaat met zeer koude winters en hete zomers. Ten oosten van de Rocky Mountains komen chinook-winden voor die de temperatuur in de winter in korte tijd met 10 tot 15 graden Celsius kan laten stijgen. Het noorden en westen van Alberta zijn overwegend natter dan de rest van de provincie terwijl het gebied tussen Calgary en Edmonton bekend staat om de grote hoeveelheden hagel die er kunnen vallen. Alberta is een van de gebieden in Canada die de meeste zonneschijn kennen.

## Steden
De provincie heeft twee grote steden:
- Calgary, waar in 1988 de Olympische Winterspelen werden gehouden;
- Edmonton, de hoofdstad.

Deze zijn samen goed voor zo'n 2⁄3 van de bevolking van de provincie.
In volgorde van inwoneraantal in 2019 waren de top 10 grootste gemeenten in Alberta:
- Calgary - 1.267.344 inwoners
- Edmonton - 972.223 inwoners
- Regional Municipality of Wood Buffalo met als grootste plaats Fort McMurray - 116.407 inwoners
- Lethbridge - 101.482 inwoners
- Red Deer - 101.002 inwoners
- Strathcona County met als grootste plaats Sherwood Park - 98.381 inwoners
- Grande Prairie - 69.088 inwoners
- Airdrie - 68.091 inwoners
- St. Albert - 66.082 inwoners
- Medicine Hat - 65.151 inwoners

Zie voor andere plaatsen de lijst van plaatsen in Alberta.

## Natuur
Er zijn een aantal nationale parken in Alberta:
- Nationaal park Banff
- Nationaal park Jasper
- Nationaal park Elk Island
- Nationaal park Waterton Lakes
- Nationaal park Wood Buffalo

## Bevolking

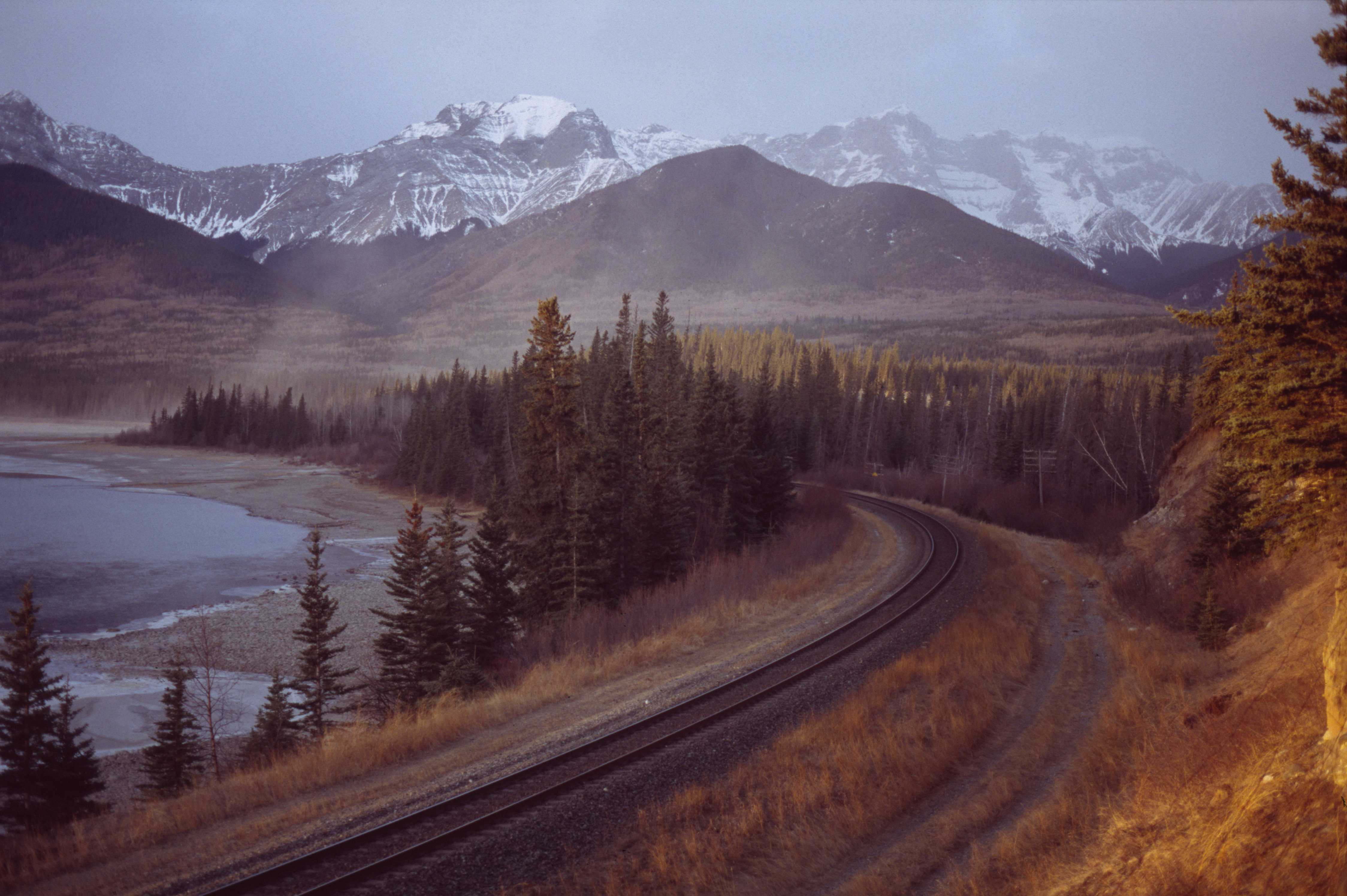
De spoorlijn langs de Athabasca aan de monding van het Brulemeer

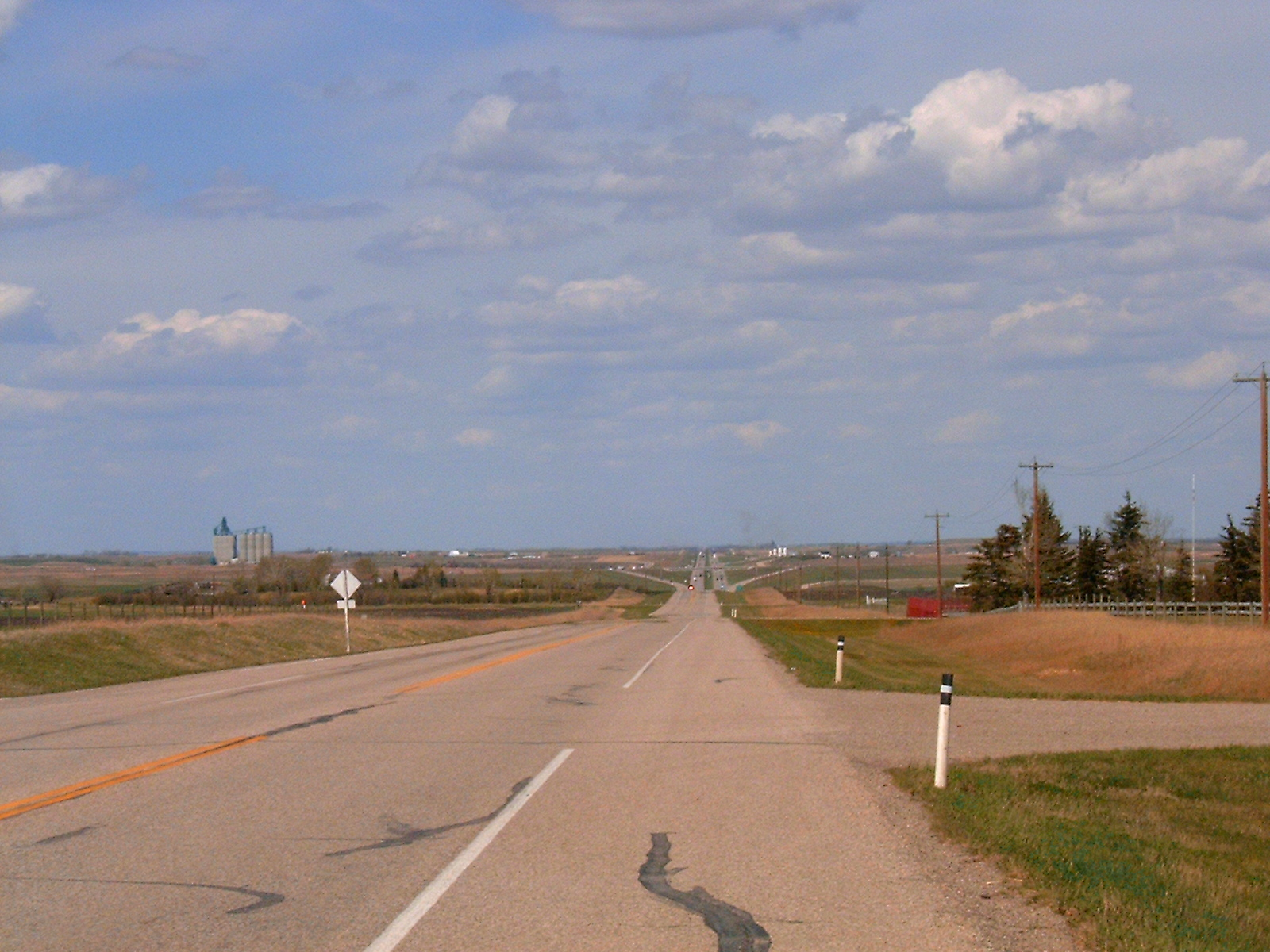
Platteland van Alberta

Het inwoneraantal van Alberta volgens de telling van 2014 was 4,2 miljoen. Als gevolg van de goede economische omstandigheden trekt Alberta veel mensen aan uit andere Canadese provincies en de bevolkingsgroei is dan ook hoger dan elders in Canada. 81,8% van de bevolking spreekt Engels als moedertaal, de een na grootste moedertaal is Chinees met zo'n 97.275 moedertaalsprekers en 2% spreekt Frans. Minder dan 20% van de bevolking woont op het platteland, de rest woont in de steden. Veruit de meeste mensen zijn van Europese of inheemse afkomst en iets meer dan 10% is lid van een minderheidsgroep. De grootste religie in Alberta is het christendom terwijl er ook kleine moslim- en boeddhistische gemeenschappen zijn.

## Politiek
Het parlement van Alberta bestaat uit één kamer, de Legislative Assembly, die 83 leden telt. De huidige premier is Jason Kenney, die de positie sinds 2019 bekleedt. De kroon wordt in Alberta vertegenwoordigd door een luitenant-gouverneur.
Bij de federale verkiezingen voor het parlement in Ottawa in 2008 wonnen de conservatieven 27 van de 28 zetels. De laatste zetel ging naar de NDP.
De voormalige conservatieve minister-president van Canada Stephen Harper komt uit Alberta.
Er is in Alberta sprake van enige, kleine maar groeiende, afscheidingsbewegingen die de provincie, alleen of met de andere westelijke provincies, van Canada willen afscheiden. Redenen hiervoor zijn onder meer de Western Alienation die veel mensen voelen. Een belangrijk deel van de bevolking vindt dat de federale overheid in Ottawa de belangen van de provincie(s) niet of nauwelijks behartigt en dat zij slechts een bron van belastinggeld zijn terwijl alle politieke aandacht uitgaat naar de grotere provincies Ontario en Quebec.

## Economie en infrastructuur
De economie van Alberta is de sterkste van Canada, vooral omdat in bijna de hele provincie olievelden aanwezig zijn. Het bruto nationaal product per hoofd van de bevolking is met ruim 68.000 Canadese dollar het hoogste van Canada.
De olieindustrie is de aandrijfmotor van de economie. De Athabasca Oil Sands in het noordoosten van de provincie bevatten wellicht de grootste oliereserves ter wereld. De winning van olie uit teerzand is echter een belasting voor het milieu en het transport naar de VS door de Keystone-pijpleiding is omstreden.
Daarnaast is de petrochemische industrie tevens een belangrijke bron van inkomsten.
Met 5 miljoen stuks vee in de provincie is Alberta de belangrijkste leverancier van vlees in Canada, met een aandeel van bijna 50%. Tarwe is het belangrijkste landbouwproduct van Alberta terwijl, vooral in het noorden, de uitgestrekte bossen bosbouw en houtbewerking mogelijk maken.
In Edmonton en vooral Calgary hebben veel bedrijven hun hoofdkantoor en de dienstensector is hier een belangrijk element. Ook toerisme, met name naar het bergachtige gebied rond de Rocky Mountains, levert veel inkomsten op.

### Onderwijs
De belangrijkste universiteiten in Alberta zijn de Universiteit van Alberta in Edmonton en de Universiteit van Calgary.

### Transport
Alberta kent zo'n 50.000 km verharde weg en een deel van de route van de Trans-Canada Highway loopt door de provincie. Er zijn twee internationale vliegvelden, in Calgary en in Edmonton.